# Birgitta Lager-Kromnow
Birgitta Margareta Lager-Kromnow, född Lager 17 mars 1920 i Stockholm, död 22 oktober 1999 i S:t Görans församling i Stockholm, var en svensk historiker och huvudredaktör för Svenskt biografiskt lexikon. Hon var ordförande i Nya Idun 1969–1975 och i Personhistoriska samfundet 1977–1985.

## Biografi
Birgitta Lager-Kromnow föddes 1920 i Stockholm. Hennes far var revisorn Georg Lager och hennes mor Edith, född Häckner. 1970 gifte hon sig med riksarkivarie Åke Kromnow.
Mellan 1944 och 1947 skrev hon artiklar i uppslagsverket Svenska män och kvinnor. 1947 fick hon en anställning på Svenskt biografiskt lexikon som redaktionssekreterare. Samma år tog hon filosofisk ämbetsexamen vid Stockholms högskola och blev filosofie licentiat 1960. 1960–1962 var hon tillförordnad föreståndare för Personhistoriska institutet. 1964 blev hon slutligen filosofie doktor. Avhandlingen hon disputerade på hette Stockholmskt 1500-tal. Social- och befolkningshistoriska studier. Två år dessförinnan, 1962, gav hon ut boken Stockholms befolkning på Johan III:s tid. Mellan 1962 och 1978 var hon redaktör för Svenskt biografiskt lexikon. Från 1978 och fram till dess att hon pensionerades var hon dessutom dess huvudredaktör. Efter pensionen skrev hon återigen artiklar om Stockholm under 1500-talet, och 1992 gav hon ut Att vara stockholmare på 1560-talet.
1962 valdes Lager-Kromnow in i Nya Idun, och mellan 1966 och 1969 var hon sällskapets sekreterare. 1969–1975 var hon dessutom dess ordförande. Mellan 1977 och 1985 var hon ordförande i Personhistoriska samfundet, och hon satt i styrelsen för Minerva. Hon var också ledamot av Sveriges riksdags biografikommission mellan 1982 och 1985.
Bigitta Lager-Kromnow är begravd på Skogskyrkogården i Stockholm.